# 加里克·厄特利

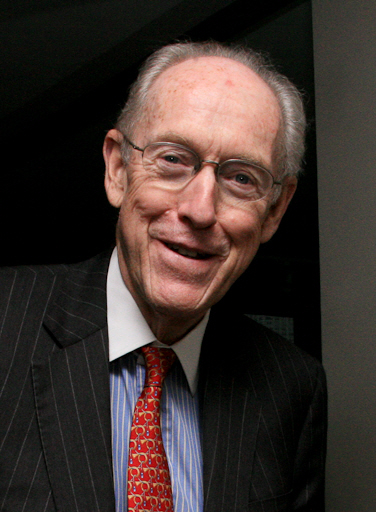
2012年的加里克·厄特利

加里克·厄特利（英語：Clifton Garrick Utley，1939年11月19日—2014年2月20日），是一名美国电视记者，他最著名的活动是在越南战争时期担任军报记者，并进行实时转播。
他出生于伊利诺伊州芝加哥，后毕业于美国西城中学、卡尔顿学院。2014年2月，因为前列腺癌而在纽约市去世。

## 其他链接
- 加里克·厄特利在互联网电影资料库（IMDb）上的資料（英文）